# Новодворський повіт (Поморське воєводство)
Новодворський повіт (пол. powiat nowodworski) — один з 16 земських повітів Поморського воєводства Польщі.
Утворений 1 січня 1999 року в результаті адміністративної реформи.

## Загальні дані
Повіт знаходиться у східній частині воєводства.
Адміністративний центр — місто Новий Двур-Ґданський.
Станом на 1.01.2008 населення становить 35 542 осіб, площа 671,53 км². На територію повіту було виселено українців з Закерзоння під час акції "Вісла", 1947 р.  Тут знаходиться село Желіхово (стара назва Циганек) — місце розташування найстарішої в Північній Польщі греко-католицької парафії — центру формування сучасного Ельблонзького деканату.

## Демографія
Демографічні дані повіту станом на 31 grudnia.2006:
|       | Всього | Всього | Жінки  | Жінки | Чоловіки | Чоловіки |
| ----- | ------ | ------ | ------ | ----- | -------- | -------- |
|       | осіб   | %      | осіб   | %     | осіб     | %        |
| Повіт | 35 487 | 100    | 17 954 | 50,6  | 17 533   | 49,4     |
| Міста | 11 285 | 100    | 5 881  | 52,1  | 5 404    | 47,9     |
| Села  | 24 202 | 100    | 12 073 | 49,9  | 12 129   | 50,1     |